# Canal Ludwig
 (février 2022).
Si vous disposez d'ouvrages ou d'articles de référence ou si vous connaissez des sites web de qualité traitant du thème abordé ici, merci de compléter l'article en donnant les références utiles à sa vérifiabilité et en les liant à la section « Notes et références ».
Le canal Ludwig (en allemand : Ludwig-Donau-Main-Kanal), ou plus exactement canal du roi Ludwig, est un canal d'Allemagne à petit gabarit (il permet le transit de navires de 32 m × 4,50 m), de 172,4 km de longueur, reliant le Danube depuis Kelheim au Main à hauteur de Bamberg, en desservant Nuremberg, donc finalement reliant le Rhin et le Danube.
Il fut construit entre 1836 et 1846 sur la base d'une souscription à une société par actions. Le canal a été abandonné définitivement en 1950 à la suite des destructions de la Seconde Guerre mondiale et la baisse des transits, et comblé entre Nuremberg et Bamberg. Quelques sections sont encore aujourd'hui maintenues en eau à titre patrimonial par le Land de Bavière.
Son successeur est le canal Rhin-Main-Danube construit entre 1960 et 1992.

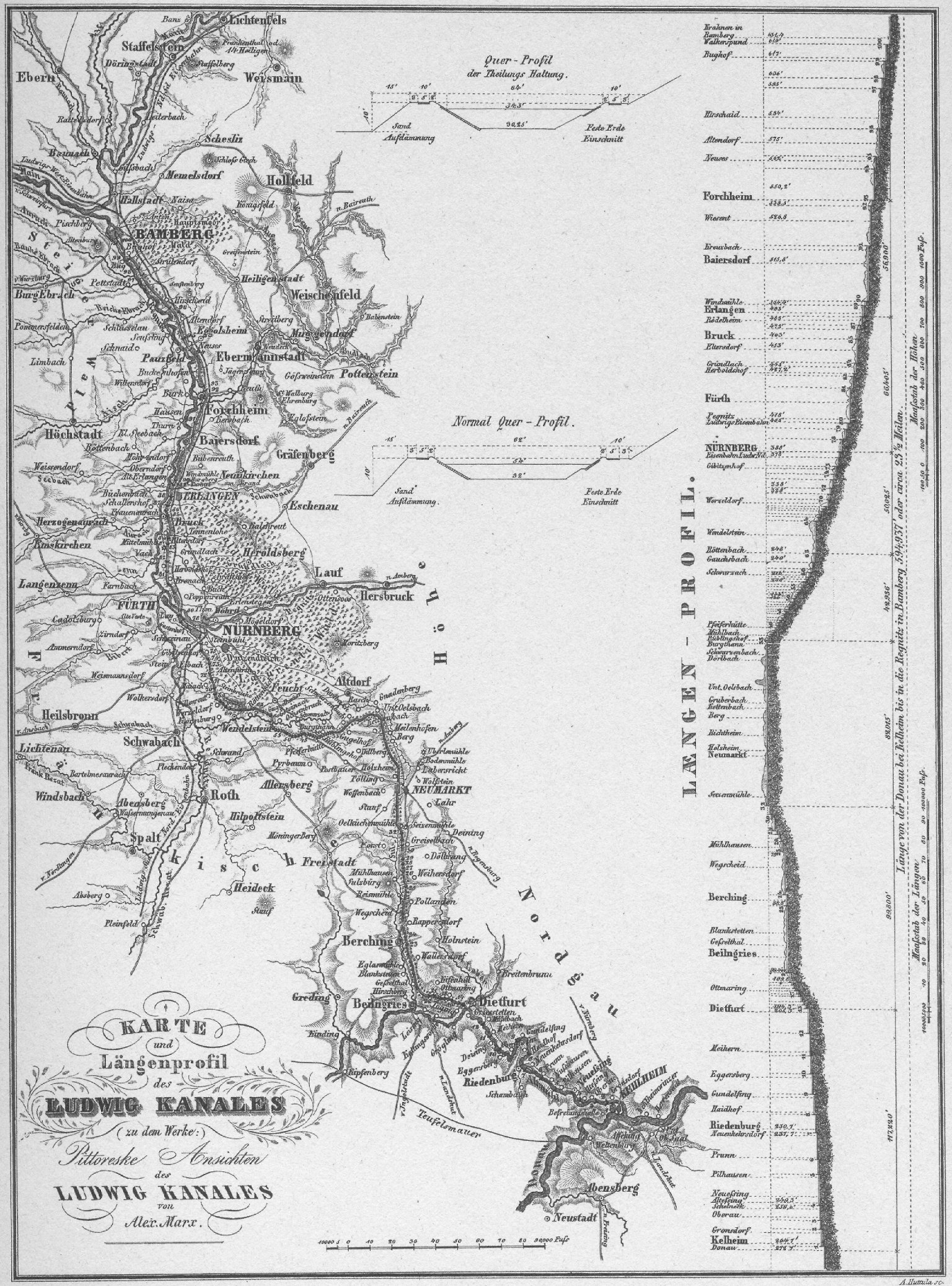
Carte du canal à son inauguration en 1845.
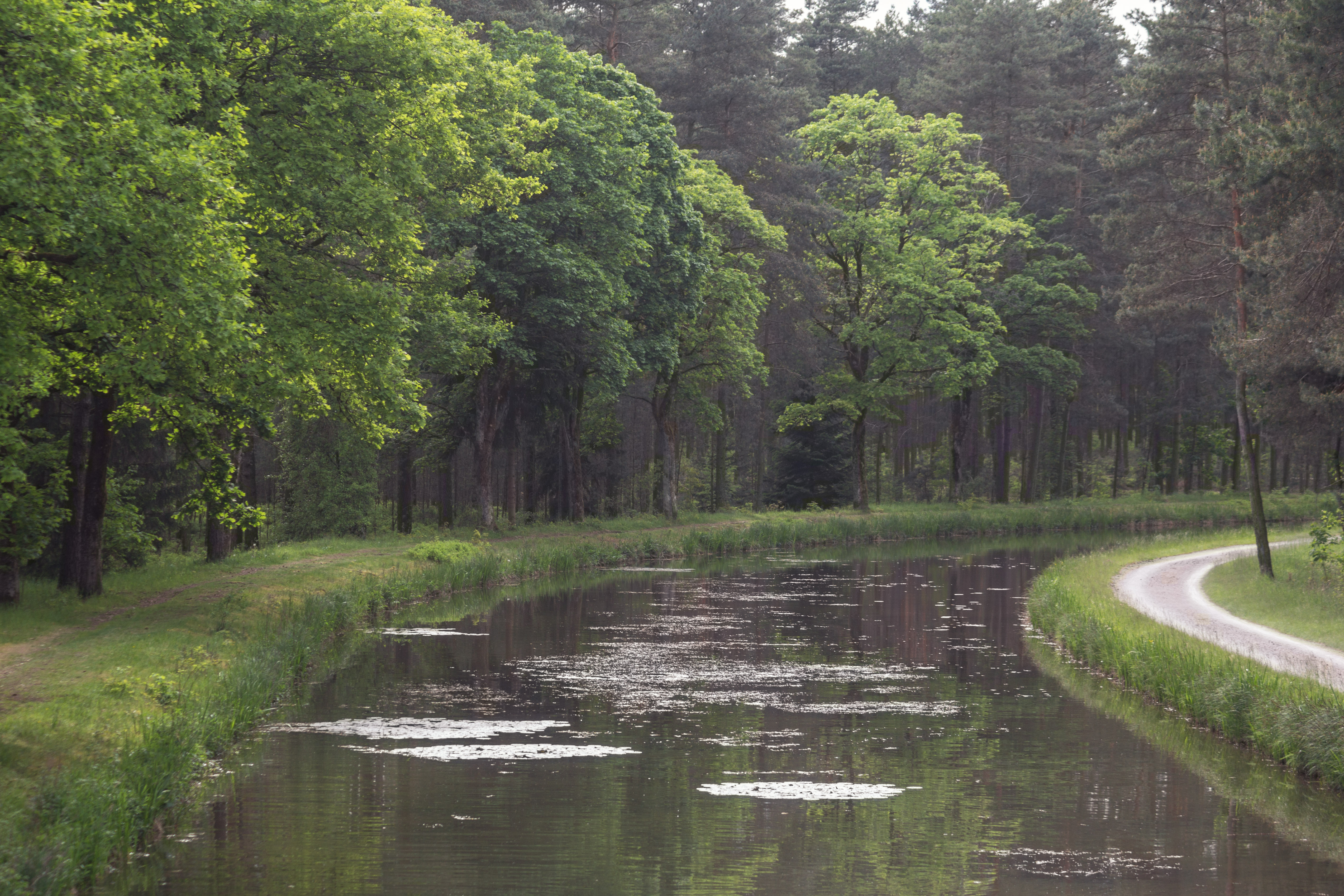
Le canal Ludwig en 2016.
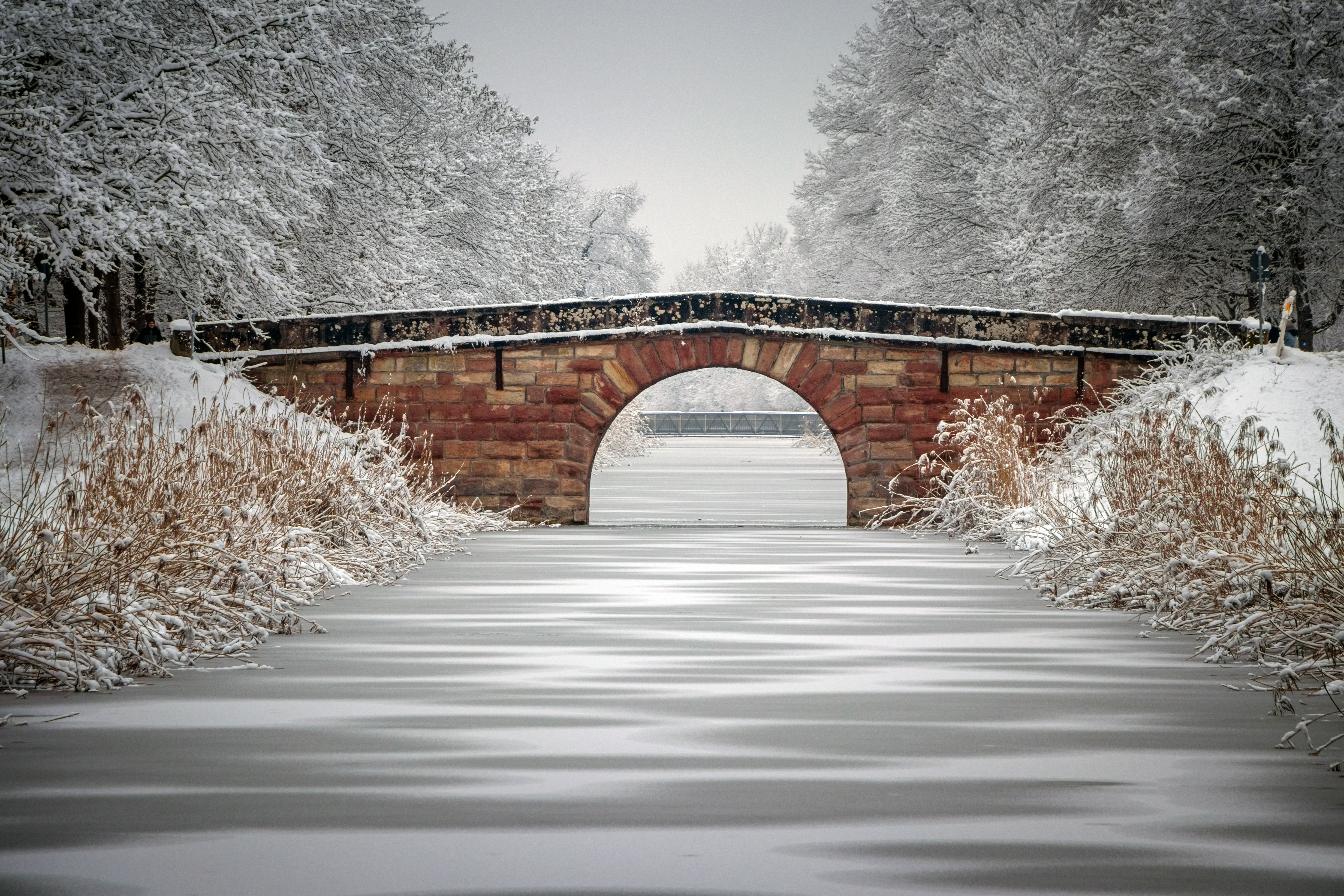
Un pont sur le canal Ludwig. Le canal est gelé.

## Sources
Baumont Maurice. Held-Brüschwien, Rhein-Main-Donau. Die Geschichte einer Wassersirasse. Mr Hermann Freymark, Die Wasserwirschaft des Odergebiets, Ziele und Wege. In: Annales d'histoire économique et sociale. 2ᵉ année, N. 5, 1930. pp. 147-148 (https://www.persee.fr/doc/ahess_0003-441x_1930_num_2_5_1186_t1_0147_0000_9?q=%22Louis+Ier+de+Bavi%C3%A8re%22)